# Aristea flexicaulis
Aristea flexicaulis är en irisväxtart som beskrevs av John Gilbert Baker. Aristea flexicaulis ingår i släktet Aristea och familjen irisväxter. Inga underarter finns listade i Catalogue of Life.